# Bat-El Gatterer
Bat-El Gatterer (Kokhav Ya'akov, 4 de febrero de 1988) es una deportista israelí que compite en taekwondo. Ganó una medalla de oro en el Campeonato Europeo de Taekwondo de 2010 en la categoría de –57 kg.

## Palmarés internacional
| Campeonato Europeo | Campeonato Europeo      | Campeonato Europeo | Campeonato Europeo |
| Año                | Lugar                   | Medalla            | Categoría          |
| ------------------ | ----------------------- | ------------------ | ------------------ |
| 2010               | San Petersburgo (Rusia) | Medalla de oro     | –57 kg             |